# Exetastes brevicornis
Exetastes brevicornis är en stekelart som beskrevs av Joseph Augustine Cushman 1937. Exetastes brevicornis ingår i släktet Exetastes och familjen brokparasitsteklar. Inga underarter finns listade i Catalogue of Life.